# Historia LGBT en Rusia
La historia de la diversidad sexual en Rusia y sus antecedentes históricos (el Imperio Ruso y la Unión Soviética) ha sido influenciada en gran parte por las inclinaciones políticas de sus gobernantes. La Europa Católica-Protestante del medievo ha tenido una gran influencia en la actitud rusa hacia la homosexualidad. Además, la historia de la diversidad sexual rusa ha sido afectada por la actitud ambivalente de la Iglesia ortodoxa de Rusia hacia la sexualidad.
La homosexualidad en Rusia ha sido documentada por siglos. Las primeras prohibiciones a la homosexualidad en ser documentadas datan de principios y mediados del siglo XVII. El diplomático y escritor ruso Gregorio Kotoshikhin registró durante el reinado del zar Alejo I de Rusia, quien inició el proceso de europeización y modernización de Rusia, que los hombres homosexuales eran ejecutados y también afirmó que las mujeres homosexuales eran quemadas en la hoguera. Los intentos del gobierno de prevenir las prácticas homosexuales comenzaron en el siglo XVIII, cuando el zar Pedro el Grande prohibió las relaciones homosexuales en las fuerzas armadas en 1716 como parte de su intento de "modernizar el país". En 1832, se promulgaron otras leyes que penalizaban ciertos actos sexuales entre dos hombres. Sin embargo, una subcultura LGBT se desarrolló en Rusia durante este siglo.
En 1917, la Revolución rusa fue testigo del derrocamiento del gobierno zarista y la consecuente fundación de la República Socialista Federativa Soviética de Rusia, el primer estado socialista del mundo. A continuación se funda la Unión Soviética después del final de la guerra civil rusa. Los bolcheviques volvieron a escribir la constitución y redactaron dos Códigos Criminales; uno en 1922 y otro en 1926. En este proceso, un artículo que prohibía el sexo gay fue descartado. El nuevo gobierno del Partido Comunista erradicó las viejas leyes sobre relaciones sexuales, legalizando efectivamente ambas, la actividad homosexual y transgénero, dentro de Rusia, aunque siguió siendo ilegal en otros antiguos territorios del Imperio Ruso. A pesar de ello, los homosexuales seguían siendo perseguidos y despedidos de sus trabajos por simplemente ser "homosexuales".
En 1933, el gobierno soviético bajo el liderazgo de Iósif Stalin volvió a criminalizar la actividad homosexual con castigos de hasta cinco años de trabajo forzado. Un artículo de 1934 del nuevo Código Penal prohibió la "homosexualidad". Tras el fallecimiento de Stalin, hubo una liberalización hacia las cuestiones sexuales en la Unión Soviética, pero los actos homosexuales siguieron siendo ilegales.

## Moscovia y Zarato de Rusia
El consejero real austríaco Sigismund von Herberstein describió en su informe Rerum Moscoviticarum Commentarii (en español: notas sobre asuntos moscovitas) sus observaciones durante sus viajes a Moscú en 1517 y 1526. En él afirmó que la homosexualidad prevalecía entre todas las clases sociales. El poeta inglés George Turberville, que visitó Moscú en 1568 cuando Iván el terrible gobernaba Rusia durante una etapa considera sangrienta, no se sorprendió por la matanza, sino por la abierta homosexualidad de los campesinos rusos. Adam Olearius también informó que la homosexualidad entre los hombres existía en todos los niveles de la sociedad y no se trataba de un delito. También hay informes de relaciones homosexuales entre mujeres. Las reformas de Pedro el Grande para europeizar Rusia importaron la homofobia al país.

## Imperio Ruso
Antes de la política zarista, tanto las autoridades como milicias religiosas castigaban la homosexualidad y el travestismo. Iván el terrible fue acusado de ser gay en un intento de desacreditación. Cuando el zar Dimitri I también conocido como "el falso", fue derrocado, sus asesinos y torturadores destrozaron su cuerpo y lo arrastraron de los genitales por las calles junto a su supuesto amante masculino.
En 1716, el zar Pedro el Grande promulgó la prohibición de la homosexualidad masculina en las fuerzas armadas. La prohibición de la sodomía fue parte de un movimiento de reforma más amplio diseñado para modernizar Rusia y los esfuerzos para extender una prohibición similar a la población civil fueron rechazados hasta 1835.
En 1832, el zar Nicolás I añadió el artículo 995 que prohibía el "muzhelozhstvo" (sexo anal entre hombres). Si bien esto podría haber creado una prohibición general de cualquier comportamiento homosexual voluntario privado entre adultos, los tribunales tendieron a limitar su interpretación exclusivamente al sexo anal entre hombres, legalizando así los actos privados consentidos de sexo oral entre dos masculinos. La ley no abordó explícitamente la homosexualidad femenina o el travestismo, aunque ambos comportamientos se consideraban igualmente inmorales y podían ser castigados por otras leyes similares, tales como el castigo que la Iglesia les daba a las niñas por ser "marimachos”, es de esta manera que las lesbianas fueron castigadas por ley antes y durante el siglo XVII. Las personas condenadas en virtud del artículo 995 serían despojadas de sus derechos y relocalizadas en Siberia durante cuatro a cinco años. Se desconoce la cantidad de civiles rusos condenados bajo esta ley, aunque hubo varios ciudadanos rusos abiertamente homosexuales y bisexuales durante esta época y los ritos homoeróticos eran populares entre algunos disidentes religiosos en el extremo norte de Rusia. El número relativamente alto de artistas e intelectuales abiertamente homosexuales o bisexuales continuó hasta finales del siglo XIX.
Además, una de las parejas más famosas del mundo literario ruso de finales del siglo XIX fueron las lesbianas Anna Yevréinova y Maria Feodorova. Otra notable pareja de lesbianas rusas fueron la autora Poliksena Soloviova y Natalia Manaseina. Otras personalidades LGBT destacadas fueron el poeta Alekséi Apujtin, Piotr Ilich Chaikovski, Vladimir Meshchersky, Sergei Diaghilev, quien tuvo un romance con su primo Dmitry Filosofov y después de que se separara de Vaslav Nijinsky. La novela Alas de Mijail Kuzmin, publicada en el año 1906, se convirtió en una de las primeras historias de "salida del armario" que tuvo un final feliz y sus diarios privados ofrecen una visión detallada de una subcultura gay, que involucraba a hombres de todas las clases.
Si bien hubo un grado de tolerancia gubernamental extendido a ciertos artistas e intelectuales homosexuales o bisexuales, especialmente si eran amigos de la familia imperial, la opinión pública generalizada, muy influenciada por la Iglesia ortodoxa, fue que la homosexualidad era un signo de corrupción, decadencia e inmoralidad. La novela del autor ruso Alexander Amfiteátrov titulada Gente de la década de 1890, publicada en el año 1910, reflejó este prejuicio con dos personajes gais: una abogada que era lesbiana y machona; y por otro lado un poeta gay decadente. La resurrección de León Tolstói presenta a un artista ruso, condenado por tener relaciones sexuales con sus alumnos (pero que por esto solo recibe una sentencia indulgente); y un activista ruso por los derechos de los homosexuales, ambos como ejemplos de la corrupción y la inmoralidad generalizadas en la Rusia zarista.
Estas representaciones de hombres y mujeres homosexuales en la literatura sugieren que la tolerancia selectiva del gobierno zarista hacia la homosexualidad no se expresó ampliamente entre el pueblo ruso y que también estaba separada de cualquier respaldo a los derechos LGBT. Mientras que otras naciones, la más notable Alemania, tuvieron un movimiento activo por los derechos de los homosexuales durante esta época. El ejemplo más visible de la homosexualidad rusa, aparte de la literatura, fue la prostitución masculina.
La urbanización rusa había ayudado a asegurar que San Petersburgo y Moscú tuvieran burdeles para homosexuales, junto con muchos lugares públicos donde los hombres compraban y vendían servicios sexuales para o de otros hombres. Si bien ciertamente hubo prostitución lesbiana, su mención y visibilidad pública eran menores. Sergio Aleksándrovich Románov (hermano menor y tío, respectivamente, de los emperadores rusos Alejandro III y Nicolás II) se desempeñó como gobernador de Moscú entre 1891 y 1905. Sus relaciones homosexuales fueron muy famosas en la ciudad moscovita.

### Anarquistas y Kadetes
El anarquista Alexander Berkman suavizó su prejuicio contra la homosexualidad a través de su relación con Emma Goldman y luego de pasar algún tiempo en la cárcel, donde aprendió que los hombres de la clase trabajadora podían ser homosexuales, desacreditando así la idea de que la homosexualidad era un signo de explotación o decadencia de la clase media alta o de los ricos.
Uno de los fundadores de los Kadetes, Vladimir Dmitrievich Nabokov, había escrito un artículo de investigación sobre el estatus legal de la homosexualidad en Rusia, publicado por el doctor Magnus Hirschfeld, defensor de los derechos de los homosexuales en Berlín. Además de la investigación legal, el documento argumentó que la ley penal contra los homosexuales debería ser derogada, convirtiéndolo en el primer político ruso en expresar públicamente su apoyo a los derechos de los homosexuales.

## Unión Soviética

### Historia LGBT después de la Revolución de Octubre: 1917-1933
El gobierno soviético de la República Socialista Federativa Soviética de Rusia (RSFSR) despenalizó la homosexualidad en diciembre de 1917, tras la Revolución de Octubre y el descarte del Código Legal de la Rusia zarista.
La legalización de la homosexualidad fue confirmada en el código penal de la RSFSR de 1922 y luego en su nueva redacción en 1926. Según Dan Healey, el material de archivo que se volvió ampliamente disponible tras el colapso de la Unión Soviética en 1991 “demuestra en principio una intención de descriminalizar el acto consentido entre adultos, expresado desde los primeros esfuerzos por redactar un código criminal socialista en 1918 hasta la eventual adopción de la legislación en 1922”.
La legalización de las relaciones homosexuales privadas, adultas y consensuadas solo se aplicaba a la RSFS de Rusia y a la RSS de Ucrania. La homosexualidad o sodomía siguió siendo un crimen en Azerbaiyán (oficialmente criminalizada en 1923) así como en las Repúblicas Soviéticas de Transcaucasia y Asia Central durante la década de 1920. Se promulgaron leyes penales similares en Uzbekistán en 1926 y en Turkmenistán al año siguiente.
A pesar de la despenalización de la homosexualidad en 1917, la política social soviética sobre los derechos homosexuales en general y el tratamiento de las personas homosexuales en la década de 1920 fue a menudo mixta. La política oficial soviética tanto en la República Socialista Federativa Soviética de Rusia como en la Unión de la Repúblicas Socialistas Soviéticas en la década de 1920 sobre la homosexualidad fluctuó entre: la tolerancia y el apoyo, los intentos de igualdad legal, los derechos sociales para las personas homosexuales, los ejemplos abiertos de hostilidad estatal contra los homosexuales, así como los intentos estatales de clasificar la homosexualidad como "un trastorno mental a curar". En el propio Partido Comunista durante este período de la década de 1920, tales divergencias de opinión y política sobre el tratamiento soviético a la homosexualidad también eran comunes, desde positivas a negativas, hasta ambivalentes. Algunas secciones y facciones del gobierno bolchevique intentaron mejorar los derechos y las condiciones sociales de los homosexuales sobre la base de nuevas reformas legales en 1922 y 1923, mientras que otros se opusieron a tales movimientos. Por ejemplo a principios de la década de 1920, el Comisario de Salud Nikolai Semashko, empatizaba con la emancipación homosexual "como parte de la revolución sexual" e intentó tales reformas para los derechos de los homosexuales en el área civil y médica. Según Wayne R. Dynes, algunos sectores de los bolcheviques de la década de 1920 consideraban activamente la homosexualidad como una "enfermedad social a curar" o un ejemplo de "degeneración burguesa", mientras que otros bolcheviques creían que debería ser legal, socialmente tolerada y respetada en la nueva sociedad socialista. Los bolcheviques también anularon las prohibiciones legales zaristas de los derechos civiles y políticos de los homosexuales, especialmente en el área del empleo estatal. En 1918, Georgy Chicherin, un hombre homosexual que mantuvo oculta su homosexualidad, fue nombrado Comisario del Pueblo de Relaciones Exteriores de la RSFSR. En 1923, Chicherin también fue nombrado Comisario del Pueblo de Relaciones Exteriores de la URSS, cargo que ocupó hasta 1930.
A principio de la década de 1920, tanto el gobierno soviético como la comunidad científica adquirieron gran interés en la investigación sexual, la emancipación sexual y la emancipación homosexual. En enero de 1923, la Unión Soviética envió delegados del Comisariado de Salud liderado por el Comisario Semashko al Instituto de Investigación Sexual Alemán así como a algunas conferencias internacionales de sexualidad humana entre 1921 y 1930, donde ellos expresaron apoyo a la legalización de las relaciones homosexuales adultas, privadas y consensuales, así como a la mejora de los derechos homosexuales en todas las naciones.Tanto en el año 1923 como en el año 1925, el doctor Grigorii Batkis, director del Instituto de Higiene Social de Moscú, publicó un reporte llamado La Revolución Sexual en Rusia, el cual aclamaba que la homosexualidad era “perfectamente natural” y debería ser tanto legalmente como socialmente respetada. Durante la de década de 1920, en la Unión Soviética, se observó un desarrollo en investigaciones serias en el campo de la sexualidad en general, a veces en apoyo a la idea progresiva de la homosexualidad como una parte natural de la sexualidad humana, tal como el trabajo del doctor Batkis, antes del año 1928. Tales delegaciones e investigaciones fueron enviadas, autorizadas y apoyadas por el Comisariado del Pueblo para la Salud bajo la administración del comisario Semashko.

Sin embargo, a finales de la década de 1920 y a comienzos de la década de 1930 la política y actitudes soviéticas al respecto de la homosexualidad y los derechos homosexuales cambiaron. Al mismo tiempo, se vio una reacción social en contra de los derechos homosexuales en general en la Unión Soviética. Junto con una incrementada represión a disidentes políticos y a nacionalidades no rusas bajo Stalin, la temática y la problemática LGBT vieron una creciente censura y una uniformemente política de mano dura alrededor de la Unión Soviética. La homosexualidad fue oficialmente etiquetada de enfermedad y desorden mental a finales de la década de 1920 (especialmente en el período de 1927 a 1930) . En este contexto, el comisario Semashko redujo su apoyo a los derechos homosexuales y el doctor Batkis y otros investigadores sexuales repudiaron (en el año 1928) sus propios informes científicos que habían realizado con anterioridad, en los cuales se consideraba que la homosexualidad era algo natural de la sexualidad humana. Esto continuó con anteriores tendencias soviéticas en diferentes sectores de las comunidades médicas y de la salud (incluso a principio de la década de 1920) para clasificar a la homosexualidad como un crimen o como un ejemplo de enfermedad que afecta la salud mental o física. Ejemplos anteriores de este tipo de endurecimiento de las actitudes soviéticas hacia la homosexualidad incluyen el reporte de 1923 del Comisariado del Pueblo para la Salud que se titula La Vida Sexual de la Juventud Contemporánea, autoría de Izrail Gel’man, el cual decía:
“La ciencia ahora ha establecido, con precisión que excluye todas las dudas, que la homosexualidad no es animadversión o crimen sino una enfermedad. El mundo de una mujer o un hombre homosexual es pervertido, es ajeno a la atracción sexual normal que existe en una persona normal".
La estancia oficial de a finales de la década de 1920 puede ser resumida en un artículo de la Gran Enciclopedia Soviética de 1930 escrito por un experto médico llamado Sereisky (basado en un reporte de la década de 1920)
"La legislación soviética no reconoce los tan llamados crímenes contra la moralidad. Nuestra ley procede del principio de protección de la sociedad y por ende permite castigo solo en esas instancias cuando jóvenes o menores son los objetos de interés homosexual". Sereisky, Gran Enciclopedia Soviética, 1930, p.593.

### Historia LGBT bajo Stalin: 1933-1953
En 1933, el gobierno de la Unión Soviética bajo la administración de Stalin volvió a criminalizar las relaciones sexuales entre hombres. El 7 de marzo de 1934, el artículo 121 fue adherido al código criminal para la entera Unión Soviética que expresamente prohibida solo la homosexualidad entre hombres, con hasta 5 años de trabajo forzado en prisión. No había estatus criminal para las relaciones sexuales entre mujeres. Durante el régimen soviético, observadores occidentales creen que entre 800 y 1000 hombres fueron encarcelados cada año bajo el artículo 121.
Algunos historiadores han notado que fue durante este período cuando la propaganda soviética comenzó a retratar la homosexualidad como un signo de fascismo y que el artículo 121 pudo haber sido una simple herramienta política usada contra disidentes, independientemente de sus verdaderas orientaciones sexuales, y para solidificar la oposición rusa a la Alemania Nazi, la cual había roto su tratado con Rusia.
En 1993, documentos desclasificados de la Unión Soviética revelaron que Stalin había personalmente exigido la introducción de la ley anti gay, en respuesta a un reporte de Yagoda sobre “activistas pederastas” involucrados en orgías y actividades de espionaje. Además, expresaba miedo de una vasta conspiración homosexual “contrarrevolucionaria” o fascista. Hubo varios e importantes arrestos de hombres rusos acusados de pederastas. En 1933, 130 hombres “fueron acusados de ser ‘pederastas’, específicamente hombres adultos que tenían sexo con niños. Debido a que no hay registros disponibles de hombres teniendo sexo con niños en esa época, es posible que este término fuera usado ampliamente y crudamente para etiquetar a la homosexualidad".Cualquiera sea la razón precisa, la homosexualidad permaneció como un grave ofensa criminal hasta que dicho estatus fue revocado en 1993.
El gobierno soviético se abstuvo de publicar una nueva ley fuera de la URSS, y hubo poca respuesta internacional. En 1934, el comunista británico Harry Whyte escribió una extensa carta a Stalin condenando la ley y sus prejuiciosas motivaciones. Presentando una posición marxista contra la opresión de los homosexuales como minoría social y comparó la homofobia con el racismo, la xenofobia y el machismo. Stalin no respondió a la carta, pero ordenó que fuera archivada y añadió una nota describiendo a Whyte como “un idiota y un degenerado”.
En el año 1936, el Comisario de Justicia Nikolai Krylenko públicamente sostuvo que la ley criminal anti gay estaba correctamente dirigida a las decadentes y decaídas antiguas clases dominantes, por lo tanto añadiendo mayor conexión a la homosexualidad como una conspiración de la derecha política, por ejemplo, la aristocracia Zarista y el fascismo alemán.

### Historia LGBT después de Stalin: 1953-1991
Cuando Stalin llegó al poder, la homosexualidad se transformó en un tópico inapropiado para la representación, defensa o discusiones públicas. Se esperaba que los homosexuales o bisexuales soviéticos que querían una posición dentro del Partido Comunista estuvieran casados con una persona del sexo opuesto, independientemente de sus verdaderas orientaciones sexuales. Un ejemplo notable fue el director de cine ruso Sergei Eisenstein, que a pesar de su homosexualidad pudo sobrevivir gracias a la doble vida que llevó, tenía romances con hombres mientras estaba casado con una mujer, al mismo tiempo producía filmes que eran políticamente placenteros para Stalin.
Luego de que Stalin muriera en 1953, Nikita Khrushchev tomó su lugar, procediendo a liberar las leyes referidas al matrimonio, divorcio y aborto de la era Stalin pero la ley anti gay terminó prevaleciendo.  El gobierno de Khrushchev consideraba que ante la ausencia de una ley criminal en contra de la homosexualidad, el sexo entre hombres que ocurría en la cárcel se expandiría al resto de la sociedad, debido a que ellos liberaron a muchos prisioneros de la era Stalin. Mientras que el gobierno de Stalin mezclaba la homosexualidad con la pedofilia, el gobierno de Khrushchev mezclaba la homosexualidad con el sexo situacionales, y a veces forzado, entre prisioneros.
A veces el tópico de la homosexualidad era prácticamente innombrable, algunas referencias a la homosexualidad pudieron ser encontradas en manuales de educación sexual soviética para jóvenes y padres. Estos manuales eran publicados desde principios de la década de 1950 a principios de la década de 1960 con la esperanza de restringir la actividad sexual de los soviéticos y tomar conciencia de las enfermedades venéreas. Estos manuales mencionaban a la homosexualidad para disuadir a los niños y jóvenes soviéticos de su participación en ella. El primer manual de educación sexual de la era Khrushchev que mencionaba a la homosexualidad se llamaba el joven que se convierte en hombre del año 1960 y describía a los homosexuales como abusadores sexuales de niños: “…los homosexuales se excitan y se satisfacen con adolescentes y jóvenes, incluso cuando estos últimos tienen un interés normal por las chicas. Los homosexuales hacen todo para ganar el afecto de la sociedad juvenil; ellos compran golosinas y cigarrillos para los jóvenes, entradas para el cine, les dan dinero, ayudan a hacer tareas y generalmente fingen que aman desinteresadamente a los jóvenes. Sin embargo, luego de esta preparación, ellos tarde o temprano actúan. ¡No dejes que te toquen!. Que no te de vergüenza denunciarlos ante tus padres o educadores, no dudes en denunciar estos atrevimientos contra ti u otros jóvenes. Ambos padres o educadores te ayudarán: la homosexualidad es un crimen punible, los homosexuales están perfectamente al tanto de ello: es por eso que no es difícil eliminarlos…”.

### Historia LGBT bajo Brezhnev
En 1958, el ministro de interior envió una nota secreta para que las fuerzas del orden intensifiquen la aplicación de la ley penal contra los homosexuales. Sin embargo, a finales de la década de 1950 y a comienzo de la década de 1960, Aline Mosby, una reportera estadounidense que se encontraba en Rusia en ese momento, atribuyó la actitud más liberal del gobierno de Khrushchev al hecho de que ella observó algunas parejas gais en público y además informó que no era raro ver hombres esperando fuera de ciertos teatros buscando salir con algunos artistas masculinos.
A finales de la década de 1950 algunos juristas soviéticos intentaron descriminalizar la sodomía consensual. El 23 de julio de 1959 un comité de juristas soviéticos decidió discutir y proponer cambios al nuevo código criminal de la RSFS de Rusia. Dos miembros del comité propusieron eliminar la ley que penalizaba la sodomía consensual pero su propuesta no fue apoyada por los otros miembros del comité.
Las discusiones entre especialistas en derecho de la Unión Soviética sobre el valor de la ley anti sodomita continuó bajo Brezhnev. Estos especialistas creían que la homosexualidad consensuada no debería ser un crimen, en vez argumentaban que era una enfermedad, la cual tenía que ser tratada con conocimiento médico. Ellos además sostenían que la homosexualidad era una condición congénita y que por lo tanto los gais no eran responsables de ser diferentes a otros. Finalmente, argumentaron que investigar los casos de sodomía, donde ambas personas tienen relaciones sexuales consensuadas, no solo no tenía sentido sino que además era técnicamente difícil. Otros eruditos legales, se oponían a la idea de descriminalizar la homosexualidad consensual. Ellos criticaban sus colegas pro descriminalización y discutían que tales proposiciones eran inoportunas y peligrosas, debido a que la homosexualidad podía fácilmente esparcirse de no ser controlada por ley. De igual manera, ellos creían que la homosexualidad era inconsistente con la moralidad comunista.
La era de Brezhnev a menudo procesaba homosexuales usando evidencia elaborada e intimidando a testigos. Si los testigos eran reluctantes a testificar contra el presumido sospechoso se arriesgaban a enfrentar cargos ellos mismos. Una vez que un caso de sodomía era iniciado, la presión del Partido Comunista hacía imposible absolver al acusado por lo cual era muy probable que este terminara en la cárcel. Los abogados soviéticos podían hacer muy poco para ayudar a sus clientes en estos casos a pesar de sus apelos a la fiscalía general.
Miles de personas fueron encarceladas por homosexualidad y la censura del gobierno a la homosexualidad y a los derechos de los homosexuales no comenzó a relajarse hasta principios de la década de 1970, siendo posible ciertas breves declaraciones. Por ejemplo, se le permitió a Kozlovsky incluir un breve monólogo interior sobre homosexualidad en el poema Moscú-Petushki: Poema ferroviario de 1973. Tal vez el primer respaldo público a los derechos de los homosexuales desde Stalin, fue una breve declaración crítica al artículo 121 en la cual se aclamaba su derogación, dicha declaración fue hecha en el manual de ley criminal soviética de 1973.
Estas referencias fueron caracterizadas como breves declaraciones realizadas en una novela o en un manual y fueron hechas por heterosexuales. Se le permitió a Vicktor Sosnora escribir sobre el brutal asesinato de un actor gay de la tercera edad en un bar de Leningrado, crimen del cual fue testigo. Este relato fue incluido en su libro el holandés volador de 1979, pero dicha publicación fue solamente permitida en Alemania del Este. Cuando el autor era gay y en particular si ellos eran vistos como apoyadores de los derechos gais, los censuradores tendían a ser más estrictos.
El autor gay ruso Yevgeny Kharitonov ilegalmente circulaba algunas ficciones gais antes de que muriera de insuficiencia cardíaca en 1981. El autor Gennady Trifonov sirvió 4 años de trabajo forzado por circular sus poemas gais y luego de recuperar su libertad se le permitió escribir y publicar solo si evitada la temática gay.
A pesar de que la sodomía era un crimen punible, los practicantes de una nueva ciencia sexológica (“sexopatología”), la cual emergió en la década del 1960, argumentaba que la homosexualidad debería ser tratada con psicoterapia. Ellos proveían tal tratamiento a hombres homosexuales en la privacidad de sus consultorios y se preocupaban mucho por mantener el anonimato de sus pacientes. Algunos de estos doctores incluso sugirieron que la ley de sodomía debería ser abolida para que los homosexuales pudieran acudir a ayuda médica sin el temor a ser perseguidos. Sin embargo, estas sugerencias no fueron escuchadas.
En 1984, un grupo de hombres gais rusos se reunieron en un intento de organizar una organización oficial para la lucha por los derechos gais, pero fueron desmantelados rápidamente por el KGB. Recién en el período Glásnost se permitió hablar públicamente de volver a legalizar las relaciones consensuales entre hombres.
Una encuesta llevaba a cabo en 1989 reportó que los homosexuales eran el grupo más odiado en la sociedad rusa y que el 30% de esos que fueron encuestados sentían que los homosexuales deberían ser liquidados. En una encuesta de opinión pública de 1991 en Cheliábinsk, el 30% de los encuestados, cuyas edades oscilaban entre los 16 y 30 años, opinaban que los homosexuales deberían ser aislados de la sociedad, el 5% sentía que ellos deberían ser liquidados y el 60% tenía una actitud negativa contra los gais mientras que el 5% etiquetaba la orientación sexual de ellos como “desafortunada”.
Entre 1989 y 1990, una organización de derechos gais de Moscú liderada por Yevgeniya Debryanskaya fue permitida existir. Además, se le dio permiso a Roman Kalinin a publicar un diario gay, llamado Tema.
Hubo por lo menos 25.688 condenas a hombres registradas bajo el artículo 121 durante los 59 años que transcurrieron entre 1934 y 1993, pero este número es incompleto porque no incluye todas las jurisdicciones y no hay registros de 22 años en los cuales la ley estuvo en efecto. La cantidad de condenas estimada más alta es de 250.000 pero los grupos de derecho LGBT en la Federación Rusa tienden a estimar 60.000 condenas. La primera información oficial fue publicada sólo en 1988, pero se cree que hubo alrededor de 1.000 condenadas al año. Según la información oficial, el número de hombres condenados bajo el artículo 121 había ido disminuyendo constantemente durante el período de Glásnost. En 1987, 831 hombres fueron sentenciados bajo el artículo 121, en 1989, 539, en 1990, 497 y en 1991, 462.

## Federación Rusa

### Historia LGBT bajo Yeltsin: 1991-1999
El simposio internacional gay y lésbico así como el festival de cine se celebraron en Moscú y en San Petersburgo desde el 23 de julio al 2 de agosto de 1991.
El 27 de mayo de 1993, los actos homosexuales consentidos fueron legalizados. Sin embargo, hubo reportes de que al 13 de agosto de 1993 “no todas las personas que cumplían condenas bajo la antigua legislación habían sido liberadas de la cárcel” y hubo “casos de homosexuales siendo nuevamente sentenciados y mantenidos en prisión, casos de encarcelación de homosexuales que no pudieron ser localizados y casos de archivos perdidos”. La reforma fue en gran parte el resultado de la presión del Consejo de Europa. Mientras que el presidente Boris Yeltsin firmó el proyecto de ley convirtiéndola oficialmente en ley el 29 de abril de 1993, ni él ni el parlamento tenían algún interés en la legislación de derechos LGBT.
Por el momento ningún ruso abiertamente LGBT ha sido elegido en el parlamento.
En 1996, fue formada una organización rusa de derechos LGBT llamada Triángulo, al mismo tiempo varias publicaciones nuevas de temática LGBT y organizaciones locales vieron la luz tras la caída de la Unión Soviética. Sin embargo, así como esos grupos que surgieron entre 1989 y 1990, muchas de estas organizaciones, incluyendo Triángulo, desaparecieron debido a la falta de financiamiento así como también acoso legal y social.

### Historia LGBT bajo Putin (1999-presente)
En 1999, la homosexualidad fue formalmente eliminada de la lista rusa de desórdenes mentales (debido al respaldo de la CIE-10, que removió la homosexualidad en 1990).
En el año 2002, Gennady Raikov, que lideró un grupo conservativo pro gobierno en la Duma rusa, sugirió ilegalizar actos homosexuales. Su propuesta falló porque no obtuvo suficientes votos, pero la sugerencia generó apoyo del público de muchos líderes conservativos religiosos y médicos.

El 1 de julio de 2003, un nuevo estatuto sobre pericia médica y militar fue adoptada, la cual contenía una cláusula de “desviaciones de identidad de género y preferencias sexuales” que servía como motivo de discapacidad para el servicio militar, esta cláusula irritó a los proponentes de los mismos derechos para la gente de diferente orientación sexual. Por otro lado, otra cláusula decía que una orientación sexual diferente no debería ser considerada una desviación. Finalmente,Valery Kulikov, el comandante general del servicio médico anunció:
Un nuevo estatuto sobre la pericia médica y militar del 1 de julio de 2003 no prohíbe a la gente de orientación sexual no tradicional a servir en el servicio militar…La homosexualidad de una persona no es asunto médico. No hay tal diagnosis como homosexualidad en medicina. No existe tal enfermedad en la clasificación de la Organización Mundial de la Salud. El nuevo estatuto sobre pericia médica y militar sigue la práctica de la ley internacional. Por lo tanto las razones para evaluar la habilidad de los homosexuales para servir son las mismas: salud física y psíquica.
La gente de sexualidad no estándar puede tener problemas cuando se encuentren en el ejército, y es por eso que no deberían revelar sus preferencias sexuales, Valery Kulikov dijo: ”A otros soldados no les va a gustar eso, ellos pueden ser golpeados”.
En mayo de 2005, fue fundado por Nikolai Alekseev el proyecto de derechos humanos LGBT Gayrussia.ru para luchar contra la discriminación por orientación sexual y generar consciencia acerca de los problemas que la comunidad LGBT afronta en Rusia. En julio de 2005, Alekseev lanzó la iniciativa para la marcha del orgullo en Moscú, la cual ha sido organizada cada año desde mayo de 2006. Desde julio de 2009, Gayrussia.ru es una organización transnacional que promueve derechos LGBT tanto en Rusia como en Bielorrusia.
En 2006, el Gran muftí Talgat Tadzhuddin fue citado por decir sobre los participantes de la marcha del orgullo de Moscú: "si de todas maneras salen a la calle deberían ser azotados". Cualquier persona normal haría eso, tantos musulmanes como cristianos ortodoxos. Comentarios similares fueron hechos por el rabino mayor de Rusia, Berl Lazar, quien se unió a Tadzhuddin condenando la marcha diciendo “la marcha sería un golpe para la moralidad”.
La red LGBT de Rusia fue fundada en mayo de 2006. En julio de 2009, esta era la primera y única organización LGBT interregional en Rusia.
A finales de abril y a principios de mayo de 2006, manifestantes bloquearon algunas populares discos gais en Moscú. Luego de quejas por la falta de intervención policial, futuros intentos de bloqueo a dichas discos fueron intervenidos con arrestos.
En mayo de 2006, un foro acerca de derechos gais fue celebrado en Moscú. Una marcha de acompañamiento al foro fue prohibida por la justicia. Algunos activistas, encabezados por Nikolai Alekseev, intentaron marchar de todas maneras y dejar flores en la tumba del soldado desconocido en Moscú. Esta marcha es conocida como la primera marcha del orgullo LGBT de Moscú. Este acto y la presencia de activistas no rusos despertó una reacción nacional además de una condena religiosa a la homosexualidad, llevando a la presencia de ambos nacionalistas rusos y manifestantes ortodoxos amenazando los activistas gais. Los participantes de la contramarcha comenzaron a golpear a los que marchaban por el orgullo y cerca de 50 marchantes y 20 contra marchantes fueron arrestados. El documental Moscow Pride ’06 incluye los eventos que tomaron lugar del 25 al 27 de mayo de 2006 en Moscú, contiene un vívido testimonio del primer intento de instalar una marcha del orgullo en Rusia así como también el festival que se organizó junto a él.
El 27 de mayo de 2007, la marcha del orgullo de Moscú fue prohibida de nuevo por el exalcalde de Moscú Yuri Luzhkov, quien con anterioridad lo había etiquetado de satánico. Sin embargo, la marcha fue celebrada de nuevo y por el segundo año consecutivo hubo enfrentamientos violentos contra manifestantes anti gais. Por segunda vez, la policía se negó a proteger a los activistas gays. El diputado italiano Marco Cappato fue pateado por un activista anti gay y luego detenido cuando él demandó protección policial. El activista británico por los derechos gais Peter Tatchell y el activista ruso Nikolai Alekseev también fueron detenidos. La marcha fue documentada en la película de 2008 East/West – Sex & Politics (en español: Este/Oeste – Sexo y Política).
El 1 de junio de 2008, la marcha del orgullo de Moscú nuevamente intentó ser celebrada. La policía detuvo a unos 13 opositores ortodoxos por acciones violentas contra manifestantes.
En febrero de 2009 en la conferencia de prensa final en Moscú, la red LGBT rusa y el Grupo Helsinki de Moscú publicaron un paper titulado “La situación de la gente lesbiana, gay, bisexual y transgénero en la Federación Rusa”. Este es el primer estudio complejo de la situación legal de las personas LGBT en la historia de Rusia. El paper tiene 100 páginas que contienen un análisis de leyes rusas relevantes y también reúne y generaliza instancias específicas de vulneración de derechos y discriminación.
El 8 de mayo, la duma rusa rechazó un proyecto de ley que criminalizaba la “propaganda” gay en Rusia (con solo 90 votos a favor contra los 226 que se requerían como mínimo). Este proyecto de ley fue iniciado en 2007 por un miembro del partido político Rusia Justa, quien sugirió privar a quienes "demostraran abiertamente una forma de vida homosexual y una orientación homosexual" del derecho a ocupar puestos en establecimientos educativos o en el ejército por un período de 2 a 5 años. Según Interfax, los parlamentarios decidieron que la “propaganda” gay no era peligrosa para la sociedad y por lo tanto no podía ser castigada bajo el código criminal. Nikolai Alekseev, jefe organizador de la marcha del orgullo, comentó que tras el rechazo del parlamento a este proyecto de ley, es probable que la Corte Constitucional de Rusia siga su petición para cancelar una ley similar que está vigente en el Óblast de Riazán.
El 16 de mayo, la marcha del orgullo de Moscú coincidió con la final del Festival de Eurovisión de 2009 también celebrado en Moscú. El desfile fue intervenido por la policía, con todos los 30 participantes arrestados, incluyendo el activista británico por los derechos humanos Peter Tatchell.
El 17 de mayo, por el Día Internacional contra la Homofobia, la red LGBT rusa organizó El Rainbow Flash Mob en San Petersburgo; este evento reunió de 100 a 250 personas según diversas estimaciones y los organizadores lo consideran la acción dedicada a los problemas de los derechos LGBT más multitudinaria en toda a historia de Rusia. Además hubo eventos de menor escala en otras ciudades rusas.
En 2010, Rusia fue multada por el Tribunal Europeo de Derechos Humanos bajo acusaciones de Nikolai Alekseev de que las ciudades discriminaban a los homosexuales al negarse a aprobar las marchas del orgullo. Aunque Rusia alegó un riesgo de violencia, el tribunal dictaminó que la decisión de prohibir estas marchas "aprobaban y apoyaban efectivamente a los grupos que habían pedido la interrupción de dichas marchas". Alekseev consideró que el fallo del tribunal era un "golpe paralizante para la homofobia rusa en todos los aspectos". En agosto de 2012, en contravención del fallo anterior, Moscú confirmó un fallo que bloqueaba la solicitud de permiso de Nikolay Alekseev para organizar la marcha del orgullo en Moscú durante los próximos 100 años, citando la posibilidad de desorden público.
En marzo de 2012, un intento de organizar una Casa del Orgullo en los Juegos Olímpicos de Invierno de 2014 fue anulado por el Ministerio de Justicia, el cual se negó a aprobar la registración de la organización no gubernamental que iba a estar a cargo de la planificación de dicho evento, la razón dada fue "Propaganda de orientación sexual no tradicional la cual puede comprometer la seguridad tanto de la sociedad rusa como del Estado ruso, provocando odio social y religioso, lo cual es característico del carácter extremista de esta actividad". Posterior a dicho hecho se sucedieron una serie de protestas por parte de activistas, deportistas y diplomáticas en contra de la legislación antihomosexual rusa.
En junio de 2013, Rusia aprobó una ley federal prohibiendo la distribución de “propaganda de relaciones sexuales no tradicionales” a menores. Dicha ley es conocida como ley rusa contra la propaganda homosexual. El artículo 6.21 del código de la Federación Rusa de Ofensas Administrativas fue aprobado por la Duma Nacional por unanimidad antes de ser firmado por Vladímir Putin. Las justificaciones de Putin fueron que se debe promover “valores rusos tradicionales”, oponerse al liberalismo al respecto de la homosexualidad de los países occidentales, se debe “proteger a los niños” y empoderar la natalidad en Rusia ya que viene en caída. La ley de “propaganda” recibió gran apoyo de la Iglesia Ortodoxa Rusa y otros grupos conservadores. Este apoyo fue tan intenso que el único miembro del parlamento que se abstuvo fue Ilya Ponomarev, quien históricamente ha apoyado las protestas LGBT. Anteriormente, el voto final de la Duma había sido 388-1-1. Este nivel de apoyo del Estado refleja  la opinión de la población general de Rusia: encuestas conducidas por el Centro Levada indican que cerca de dos tercios de los rusos consideran que la homosexualidad es “moralmente inaceptable y digna de ser condenada”. La misma investigación indica que la mitad de los rusos están en contra de las marchas del orgullo y del matrimonio entre personas del mismo sexo y aproximadamente un tercio de ellos piensan que la homosexualidad “es una enfermedad o un trauma psicológico”. Vitaly Milonov, un político ruso ortodoxo extremadamente conservador, que es uno de los principales impulsores de la legislación rusa anti-LGBT, aclamó que “solo un hombre y una mujer puede ser una familia” y que la “propaganda” a la que se refiere la ley es “peligrosa” porque los “niños son muy vulnerables a la manipulación” y puede ser llevados a creer que “solo los homosexuales experimentan sentimientos verdaderos”.
El artículo 6.21 del Código de la Federación Rusa en ofensas administrativas considera lo siguiente como un delito punible: “propaganda de relaciones sexuales no tradicionales entre menores, manifestada en la distribución de información con el objetivo de formar orientaciones sexuales no tradicionales, la atracción de relaciones sexuales no tradicionales, concepciones distorsionadas de la igualdad social de relaciones sexuales tradicionales y no tradicionales entre menores, o imponer información en relaciones sexuales no tradicionales que evoquen interés en estos tipos de relaciones”.
Distribuir cualquier tipo de esta “propaganda” es punible por multas que van desde 4.000 a los 5.000 rublos para individuos (entre $120 y $150  dólares estadounidenses) y hasta entre 800 mil y un millón de rublos (aproximadamente entre $24.000 y $30.000 dólares estadounidenses) para corporaciones y otras entidades legales. Los extranjeros también están sujetos al artículo 6.21 y la violación de dicho artículo resulta en hasta 15 días de prisión y deportación. Tal estricta ejecución ha sido muy criticada debido al impreciso vocabulario del artículo 6.21 ya que antes de su oficialización se cambió el título de “ley de propaganda homosexual” a “ley de relaciones sexuales no tradicionales”, lo cual es tan confuso que la interpretación de la definición se deja a cargo de la policía y los tribunales cuando los activistas LGBT son detenidos. Además se ha notado que la redacción iguala la palabra homosexualidad con pedofilia ya que esta última cae bajo la misma categoría de relaciones sexuales no tradicionales. A pesar de estas críticas, el presidente Putin ha declarado que los homosexuales son ciudadanos igualitarios que gozan de todos los derechos y el primer ministro Dmitri Medvédev ha dicho que él cree que solamente una mínima parte de la población rusa en realidad está preocupada por la nueva ley.
Luego de la aprobación del artículo 6.21, hubo un incremento de violencia y acoso hacia los individuos LGBT en Rusia. Hay gente que ha sido víctima de campaña de difamación por parte de ciudadanos homofóbicos y además se les ha aplicado multas administrativas, algunos incluso han tenido que renunciar a sus trabajos debido a situaciones abrumadoras. Dos patrullas ciudadanas en particular han dirigido extensas campañas anti-LGBT, infringiendo en la privacidad de miles de jóvenes rusos: una de ellas se denomina Ocupa la Gerontofilia, que tiene como blanco a los adolescentes gais; y otra se denomina Ocupa la Pedofilia, la cual se enfoca en adultos gais (igualando homosexualidad con pedofilia). Estos grupos a menudo operan emboscando adultos y jóvenes LGBT contactandolos en internet y convenciendolos de ir a lugares y reuniones que aparentemente son gay-friendly. Una vez que las víctimas se hacen presente son cruelmente humilladas y acosadas mientras son filmadas. La página de Ocupa la Gerontofilia en la red social VKontakte había posteado docenas de videos, luego de un tiempo, fue dada de baja por infringir en la privacidad de menores, sin embargo antes de ser eliminada, la página se mantuvo en Internet por un largo periodo alcanzado los 170 mil suscriptores. Ocupa la Gerontofilia y Ocupa la Pedofilia no son las únicas que son hostiles hacia la comunidad LGBT: en mayo de 2013, un hombre de 23 años de edad fue brutalmente golpeado y asesinado en la ciudad de Volgogrado no mucho después de que se aprobara la ley de “propaganda” tras haber admito ante sus amigos que era gay. A pesar de la grave situación, la legislación rusa no hace ilegal la discriminación basada en la orientación sexual, dejando a millones de personas sin protección. Aunque Maxim Martsinkevich, el fundador de Ocupa la Pedofilia, fue arrestado y sentenciado por “incitar y fomentar extremismo” en sus videos y posts de VKontakte. En realidad, la fiscalía no incluyó ninguno de sus videos o declaraciones homofóbicas como prueba contra Martsinkevich.
El único apoyo público y espacio seguro para la juventud LGBT es un grupo llamado Deti-404 (Niños-404), fundado por la activista LGBT Lena Klimova, el cual tiene páginas activas en Facebook y VKontakte. En Deti-404, la juventud LGBT puede compartir y discutir sus experiencias en el ambiente hostil de su país. Sin embargo, el grupo ya ha sufrido violencia burocrática por parte del gobierno ruso. El 31 de enero de 2014, Klimova fue acusada de “promover relaciones sexuales no tradicionales entre menores” bajo la nueva ley, potencialmente afrontado una multa de 100 mil rublos (2.800 dólares estadounidenses). El caso contra Klimova fue finalmente descartado debido a la “ausencia de una ofensa administrativa” pero el político cristiano conservador Vitaly Milonov, quien había sido el iniciador del caso contra Klimova, declaró su intención de apelar.
Desde antes de la aprobación del artículo 6.21, la cantidad de ciudadanos rusos buscando asilo había incrementado drásticamente. Sin embargo, luego de la aprobación de la ley, esta cantidad ha crecido aún mucho más. Se ha especulado que el gran número de personas en busca de asilo se debe al alza en acoso y violencia contra la comunidad LGBT. Incluso en el año 2012, previamente a la aprobación del artículo 6.21 la red de apoyo “igualdad de inmigración” declaró que en los dos años previos a la aprobación del artículo, ganó más casos de asilo para gais y lesbianas que cualquier otro país, con excepción de Jamaica. Para el año 2013, los Estados Unidos habían recibido 837 nuevas aplicaciones de asilo de ciudadanos rusos y un año después este número se elevó a las 969 aplicaciones nuevas. Según la organización “igualdad de inmigración” la mayoría de los solicitantes eran jóvenes rusos (menores de 30 años) que temían por acoso, violencia física o incluso amenazas de muerte por grupos homofóbicos tales como Ocupa la Pedofilia. Para el año 2014, la red de soporte de Derechos Humanos del Estado de Virginia llamada Spectrum, había recibido el doble de consultas que el año anterior por parte de la comunidad LGBT rusa.
A medida que la situación ha empeorado, las protestas de la comunidad LGBT han continuado a pesar de que el presidente Putin aprobó una ley que prohíbe las repetidas protestas callejeras. Notablemente, durante el año 2014 la red LGBT rusa tenía 53 eventos para divulgar información acerca de los derechos LGBT y los problemas que la comunidad afronta, 144 eventos para los miembros de la comunidad LGBT, 33 acciones callejeras y 21 eventos de apoyo. Sin embargo, los participantes en eventos a favor de la comunidad LGBT han sufrido una dura oposición. En octubre de 2013, una protesta LGBT compuesta por 15 personas que pretendía celebrar el Día Nacional de la salida del armario en San Petersburgo fue abordada y acosada por cerca de 200 protestantes conservadores y religiosos. La situación empeoró escalando en violencia después de que uno de los protestantes religiosos comenzó a tirar la bandera del orgullo de las manos de una mujer, en este momento la policía que había permanecido sin actuar, intervino arrestando a 67 personas en ambos bandos.